# 송종국
송종국(宋鍾國, 1978년 3월 9일 ~ )은 대한민국의 은퇴한 축구 선수로서 포지션은 오른쪽 미드필더이었다. 前 MBC 축구 해설위원을 역임했고 현재 FC안양의 어드바이저이다.

## 학력
충청북도 단양군 적성면 출생이다. 서울명원초등학교, 배재중학교, 배재고등학교, 연세대학교를 졸업하였다.

## 클럽 경력
2001년 부산 아이콘스에 입단하여, 그 해 K리그 신인상을 받았다. 2002년 FIFA 월드컵 직후 네덜란드 에레디비시의 페예노르트에 국내선수 해외 진출 사상 최고액인 400만 달러를 받고 입단하면서 2002년 FIFA 월드컵 멤버 중에서 처음으로 유럽 무대에 진출하였다. 부산 아이콘스에서는 송종국을 기리면서 그의 번호 24번을 영구 결번으로 정했으나, 논란 끝에 번복되었다.
페예노르트 이적 직후인 2002-03 시즌에는 대한민국 선수로는 2번째로 UEFA 챔피언스리그 본선 무대에 진출하여 데뷔전 상대로 유벤투스를 맞아 맹활약을 펼쳤고, 한 때 에레디비시의 모든 선수들을 대상으로 한 랭킹에서 22위에 오르는 등 뛰어난 활약을 펼쳤다. 하지만 베르트 판 마르바이크 감독이 떠난 뒤 새로 부임한 뤼트 휠리트 감독과 의사소통 문제 등으로 불화를 일으켰고, 잦은 부상과 2경기 연속으로 레드카드를 받는 등 부진한 경기력을 보여 결국 시즌 중반부에 거의 출전하지 못하였다. 하지만, 실질적으로 보았을 때, 이는 이혼과 관련된 심리적 문제가 제일 크다는 설이 있다.
결국, 2005년 1월 K리그의 수원 삼성 블루윙즈로 이적하여 국내에 복귀했다. 국내 복귀 이후에도 부상 등의 원인으로 부진한 모습을 보이다가 2006년 K리그 후반기부터 오른쪽 풀백과 중앙 미드필더를 오가며 팀 내에 없어서는 안 될 선수로 성장하였고, 수원 삼성 블루윙즈의 후기 리그 우승을 이끈 주요 선수로 꼽혔다. 2007년 12월, 송종국은 수원 삼성 블루윙즈와 3년 재계약에 합의했다. 2008년에는 선수들의 투표로 초대 '직선제 주장'으로 선출되었고, 그 해 팀을 2008 우승으로 이끌었다.
2010년 7월 사우디아라비아의 알샤바브로 이적하여 7경기를 뛰었고, 2골을 넣었다.
2011년 2월 8일, 울산 현대와 1년 계약을 맺고 고국으로 복귀하였다. 2011년 3월 13일 경남전에서 데뷔전을 치렀으나, 팀은 0-1로 패배하였다. 송종국은 2011년 7월 3일까지 리그 13경기를 치렀다. 그러나 7월 5일, 울산 현대는 재계약 협상에서 합의를 이루지 못하여 송종국을 방출하였다. 결국 리그 후반기에는 중국으로 건너가 톈진 터다에 이적했다. 2012년 3월 28일, 현역 은퇴를 발표하였다. 송종국은 후일 은퇴 이유를 2012년 10월 30일에 방송된 SBS 예능프로그램 《강심장》에 출연하여 “2012년 2월 어머니께서 갑작스럽게 돌아가셨다”고 밝히며 “계속된 해외 활동으로 돌아가신 어머니의 임종을 지키지 못했다”라고 하며 이어 “내가 넘어질 때 마다 나를 일으켜 세워주셨던 어머니가 안 계시니 더 이상 축구가 하고 싶지 않더라”라고 은퇴 이유를 밝혔다.

## 국가대표 경력
2000년 6월 7일, LG컵에서 마케도니아와의 경기로 A매치 데뷔전을 치렀다. "히딩크의 황태자'라는 별명이 생겼을 만큼 거스 히딩크 감독에게 총애를 받았으며, 2001년 11월에는 크로아티아, 세네갈과의 경기에서 두드러진 활약을 펼쳐 'AFC 11월의 선수'에 선정되기도 하였다. 2002년 FIFA 월드컵에서 오른쪽 윙백으로 맹활약하면서 대한민국의 4강 진출에 크게 기여했다. 특히, 예선 3차전 포르투갈전에서 상대 공격의 핵 루이스 피구를 이영표와 함께 완전 봉쇄하였고, 3-4위전인 터키전에서 중거리 슛으로 골을 넣는 등 인상적인 활약을 펼쳤다. 또한 당시 축구대표팀 필드 플레이어 중에서는 유일하게 대표팀이 치른 7경기에서 모두 선발 출장하여 풀 타임(687분)을 소화하였다.
페예노르트 후반 시절과 수원 삼성 블루윙즈 이적 초기에 부상 등으로 부진한 모습을 보이다가 우여곡절 끝에 2006년 FIFA 월드컵에 국가대표로 다시 한 번 선발되었다. 예선 1차전 토고와의 경기에 선발 출전하였으나, 나머지 경기에는 출전하지 않았다.
국가대표팀에서 유일하게 2002년 FIFA 월드컵 전 경기(7경기)를 소화했다.

## 사생활
2003년 김정아와 결혼하였으나 2005년에 이혼하였다. 2006년 12월 배우 박연수와 재혼하였고, 딸 송지아(2007년 출생)와 아들 송지욱(2008년 출생)을 두었으나 2015년 10월 6일 박연수와 이혼했다.

## 축구 선수 은퇴 후
방송
- TV조선 축구해설위원
- MBC 《2012 코이카의 꿈》
- MBC 《댄싱 위드 더 스타 시즌2》
- MBC 《일밤 - 아빠! 어디가?》 아빠의 예체능
- MBC 축구해설위원
  - 브라질 월드컵 축구 해설위원
- JTBC 《뭉쳐야 찬다》 (2020년)
- MBN 《현장르포 특종세상》 (2021년)
- tvN 《전설이 떴다 군대스리가》 (2022년)

그 외
- 송종국 축구교실, 이강, 김용대와 함께 U-12 SLFC 운영 중
- 한국국제협력단 (KOICA) 코이카 홍보대사
- FC안양 어드바이저

광고
- 2013년 한국GM 쉐보레 (자동차) ※송지아, 윤후
- 2013년 레고 키마 (장난감)※송지아, 윤후
- 2013년 KT 올레 TV 스마트
- 2013년 농림축산식품부 《도농교류의 날 기념 2013농어촌 여름휴가 페스티벌》 (공익광고)
- 2013년 경찰청 우리 사회가 행복해지는 번호112/182 (공익광고)※송지아
- 2013년~2014년 코베아 (캠핑)
- 2013년~2014년 삼성테스코 《홈플러스》

## 수상

### 클럽

#### 부산 아이콘스
- K리그 컵 준우승: 2001

#### 페예노르트
- KNVB 컵 준우승: 2002-03

#### 수원 삼성 블루윙즈
- K리그: 2008
- FA컵: 2009
- K리그 컵 우승: 2005, 2008
- 대한민국 슈퍼컵: 2005
- A3 챔피언스컵: 2005
- 팬퍼시픽 챔피언십: 2009

#### 대한민국
- AFC 아시안컵 : 3위 (2007)
- CONCACAF 골드컵 : 4위 (2002)
- FIFA 월드컵 : 4위 (2002)

#### 개인
- K리그 올스타: 2001
- 2001년 K리그 신인상: 2001
- 백상체육대상 최우수신인상: 2001
- AFC 선정 11월의 선수: 2001
- 체육훈장 맹호장: 2002
- 자황컵 체육대상 남자 최우수상: 2002
- MBC방송연예대상 대상 : 2013